# ناسكيمينتو سانتوس الداير
ناسكيمينتو سانتوس الداير (22 مارس 1960 بليريا في البرتغال - ) هو مدرب كرة قدم ولاعب كرة قدم برتغالي في مركز الوسط. شارك مع منتخب البرتغال لكرة القدم. أما مع النوادي، فقد لعب مع فيتوريا دي غيماريش ونادي بورتو ونادي سانت دي ونادي فيتوريا سيتوبال ويو دي ليريا وأمورا ‏ ونادي تيرسينس ‏.

## وصلات خارجية
- ناسكيمينتو سانتوس الداير على موقع الاتحاد الدولي (مؤرشف)  (الإنجليزية)
- ناسكيمينتو سانتوس الداير على موقع ناشيونال فوتبول تيمز (الإنجليزية)